# Kerbela (bướm đêm)
Kerbela là một chi bướm đêm thuộc họ Crambidae.

## Các loài
- Kerbela monotona Amsel, 1949
- Kerbela turcomanica (Christoph, 1877)